# Sully (1901)
Sully – francuski krążownik pancerny typu Gloire, który został zbudowany dla francuskiej marynarki wojennej na początku XX wieku. Jego patronem był Maximilien de Béthune de Sully, zwolennik i przyjaciel króla Henryka IV. Okręt wszedł na skały w zatoce Hạ Long we Francuskich Indochinach w 1905 roku, osiem miesięcy po ukończeniu budowy, i tam też pozostał.

## Budowa
Kontrakt na budowę okrętu został zawarty ze stocznią Société Nouvelle des Forges et Chantiers de la Méditerranée w La Seyne 24 maja 1899 roku. Otrzymał nazwę od francuskiego polityka Maximiliena de Béthune księcia de Sully (1560-1641).

## Projekt i dane techniczne

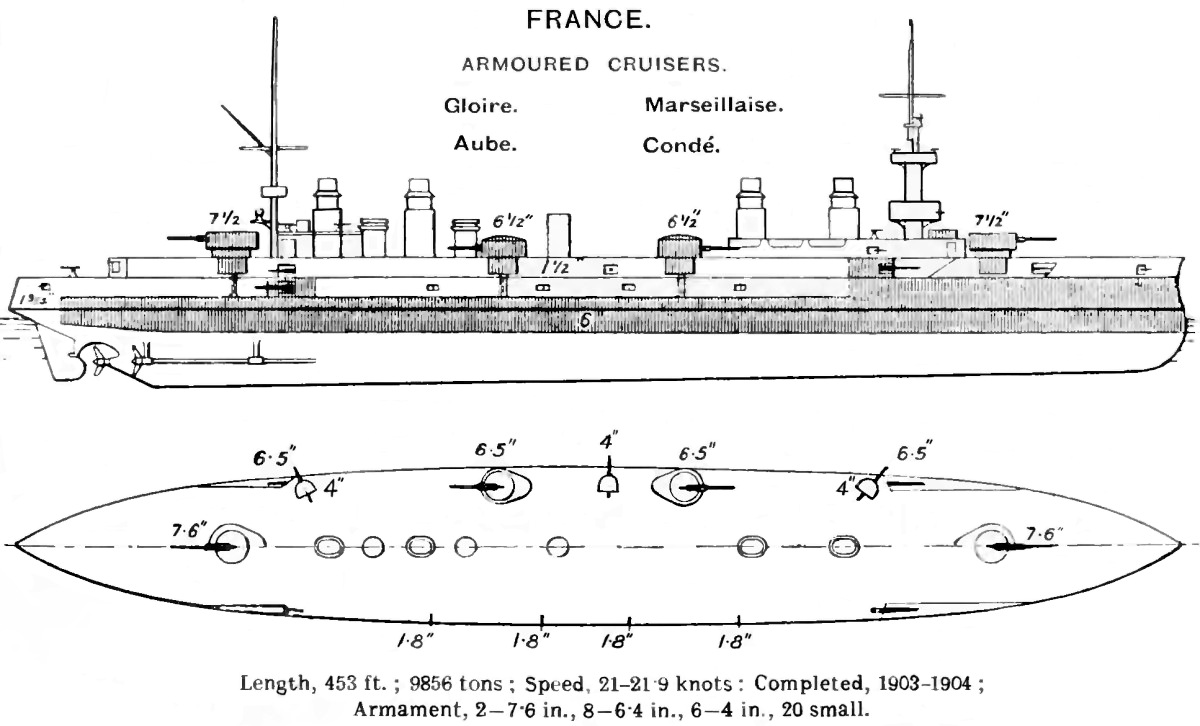
Plany typowego krążownika typu Gloire, podane w calach opancerzenie i średnice dział

Okręty typu Gloire zostały zaprojektowane przez Émile’a Bertina jako powiększona i ulepszona wersja krążowników pancernych typu Gueydon. Ich załoga składała się z 612 oficerów i marynarzy.
„Sully” miał 139,8 metrów długości całkowitej i 20,2 m szerokości przy zanurzeniu 7,7 metra i wyporności 10 014 t.
Krążownik był wyposażony w trzy śruby napędowe, każda z nich była napędzana przez maszynę parową potrójnego rozprężania, które razem dawały 20 500 ihp. Dwadzieścia osiem kotłów parowych typu Belleville dostarczało pary silnikom. Okręt według projektu miał osiągać prędkość maksymalną 21,5 węzła. Zabierał 1590 ton węgla i mógł przepłynąć 12 000 mil morskich z prędkością 10 węzłów.
Główne uzbrojenie okrętu składało się z dwóch dział kal. 194 mm L/45 zamontowanych na pojedynczych podstawach na dziobie i rufie. Artyleria średniego kalibru składała się z ośmiu dział Canon de 164 mm Modèle 1893. Cztery działa znajdowały się w pojedynczych wieżach na burtach, pozostałe cztery były umieszczone w kazamatach. Dla obrony przeciw torpedowcom okręty były wyposażone w sześć dział kal. 100 mm L/45 w kazamatach i osiemnaście dział Hotchkiss M1879 kal. 47 mm. Okręt był także uzbrojony w pięć wyrzutni torpedowych kal. 450 mm: dwie z nich były umieszczone pod linią wodną, pozostałe powyżej.
Pas pancerny na linii wodnej na okrętach typu Gloire miał grubość 170 mm na śródokręciu i zmniejszał grubość do 106 mm na dziobie i rufie. Powyżej głównego pasa pancernego znajdował się kolejny pas o grubości 127 mm, który także zmniejszał grubość do 106 mm na dziobie i rufie. Wieża dowodzenia była opancerzona płytami o grubości 150 mm. Wieże artylerii głównej były opancerzone stalą o grubości 173 mm. Wieże artylerii średniego kalibru miały pancerz 120 mm. Płaskie części dolnego pokładu pancernego miały grubość 45 mm, ale ich grubość zwiększała się w miarę pochylania i zbliżania się do burt do 64 mm.

## Służba
Stępkę okrętu położono w stoczni Société Nouvelle des Forges et Chantiers de la Méditerranée w La Seyne w 1899 roku. Krążownik zwodowano 4 czerwca 1901 roku. Okręt został przyjęty przez marynarkę do prób morskich 26 stycznia 1903 roku, a wcielony do służby 8 stycznia 1904 roku. Wkrótce po wejściu do służby został wysłany do Eskadry Dalekiego Wschodu we francuskich Indochinach na pierwszą turę służby. Dowódcą był komandor (CV) Guiberteau. 8 lutego 1905 roku „Sully” wszedł na nieoznaczoną skałę podwodną w zatoce Hạ Long, po czym doszło do zalania części przedziałów, a okręt utknął na skale śródokręciem. Jego załoga nie ucierpiała i została ewakuowana. W kolejnych miesiącach podejmowano próby uwolnienia okrętu ze skały, przy czym go odciążono zdejmując wieże, działa, część amunicji i wyposażenia, lecz akcję utrudniały sztormowy, pogarszając zarazem stan okrętu. 13 maja sprowadzono angielski dok pływający, ale zanim można było przystąpić do próby zdjęcia okrętu, dok został uszkodzony przez tajfun. Ostatecznie podczas sztormu 30 września 1905 roku kadłub krążownika przełamał się na dwie części i zatonął, po czym został porzucony.